# DMOA
DMOA is een architectenbureau gevestigd in Leuven. Het werd opgericht door de ingenieur-architecten Benjamin Denef en Matthias Mattelaer. 

## Werk
De realisaties zijn meestal residentiële projecten met enkele uitzonderingen. 
- KRUUL - kantoorgebouw met een ingebouwde xylofoon.
- Maggie - vluchtelingenshelter[1]

## Erkentelijkheden en prijzen
- 2017 - Henry van de Velde Award De Maggie[2]
- 2018 - Belgian Building Award voor Maggie
- 2018 - Media Architectuur Award voor KRUUL
- 2019 - BIS Architectuurprijs voor KRUUL
- 2019 - Jo Crepain Award
- 2019 - Nominatie Belgian Building Award
- 2019 - Best Humanitaire Innovatie (Dutch Coalition for Humanitarian Innovation) voor Maggie[3]